# Rue du Général-Lasalle
La rue du Général-Lasalle est une voie située dans le quartier du Combat du 19e arrondissement de Paris, en France.

## Origine du nom
Elle porte le nom du général d'Empire Antoine Charles Louis Collinet, comte de Lasalle (1775-1809), tué à la bataille de Wagram.

## Historique
La voie est ouverte en 1890 sur le site d'une ancienne usine à gaz à Belleville et prend sa dénomination actuelle par un arrêté du 28 décembre 1894. 
La partie qui s'étendait précédemment entre la rue Rampal et le passage Lauzin (qui a été supprimé), a été déclassée par arrêté du 4 février 1974 et supprimée dans le cadre de la rénovation du secteur Rébeval.

## Bâtiments remarquables et lieux de mémoire
Au no 5 se trouve une école maternelle publique.
Au no 14, l'Union des groupements d'achats publics (UGAP) s'installe en 1968 dans le bâtiment occupé jusqu'alors par le Service de groupement des achats de matériels et mobiliers scolaires (SGAM), qu'elle remplace. Entre 2005 et 2007, le site, squatté, accueille La Générale.
Au no 16, une plaque indique qu'à cet endroit Fernand Leroy, membre des Forces françaises de l'intérieur des corps-francs de Belleville-Villette, y fut tué le 26 août 1944.